# Gipskarstlandschaft bei Ührde
Die Gipskarstlandschaft bei Ührde ist ein Naturschutzgebiet in der niedersächsischen Stadt Osterode am Harz im Landkreis Göttingen.

## Allgemeines
Das Naturschutzgebiet mit dem Kennzeichen NSG BR 122 ist 705 Hektar groß. Es ist nahezu vollständig Bestandteil des FFH-Gebietes „Gipskarstgebiet bei Osterode“. Im Südosten grenzt es an das Naturschutzgebiet „Gipskarstlandschaft Hainholz“.
Das Gebiet steht seit dem 26. April 2007 unter Naturschutz. In ihm ist das zum 16. Februar 1973 ausgewiesene, 15,6 Hektar große Naturschutzgebiet „Lichtenstein“ mit dem Kennzeichen NSG BR 036 aufgegangen. Zuständige untere Naturschutzbehörde ist der Landkreis Göttingen.
Das Naturschutzgebiet liegt südwestlich von Osterode am Harz zwischen den Ortschaften Förste, Dorste, Ührde und Schwiegershausen. Es stellt einen Ausschnitt der Gipskarstlandschaft des Südharzer Zechsteingürtels unter Schutz. Im Naturschutzgebiet, das von einem außergewöhnlich bewegten Kleinrelief geprägt ist, sind Erdfälle, Dolinen, Bachschwinden, Höhlen und Karrenfelder als typische Karstphänomene zu finden.
Das Gebiet umfasst überwiegend mit naturnahen Buchenwäldern bestockte Gips- und Buntsandsteinerhebungen sowie Grünlandbereiche, aber auch Bereiche mit Kalkmagerrasen sowie einen Abschnitt des Talraums des Dorster Mühlenbachs, welcher durch sumpfige Bereiche geprägt wird. An mehreren Stellen befinden sich Steinbrüche am Rand des Naturschutzgebietes. Im Osten des Naturschutzgebietes zwischen Osterode am Harz und Schwiegershausen gelegene Bereiche, in denen der Gipsabbau genehmigt ist, sind aus dem Naturschutzgebiet ausgespart. Die Steinbrüche sollen nach dem Ende der Nutzung renaturiert werden.
Der Karstwanderweg Südharz verläuft im Norden durch Teile des Naturschutzgebietes.

## Lichtenstein und Bauernberg
Der Lichtenstein ist ein Berg im Harzvorland südwestlich von Osterode am Harz zwischen Förste und Dorste gelegen. Er fällt zum Sösetal im Westen steil ab. Der untere Teil des Berges besteht aus Zechsteingips, in dem sich zahlreiche Erdfälle und Dolinen gebildet haben. Der obere Teil des Berges besteht aus Buntsandstein. Eine ähnliche Struktur weist der etwas südöstlich liegende Bauernberg auf.
Neben Erfällen und Dolinen sind im Bereich des Lichtensteins Steilwände, Abrissklüfte, Karren und Trockentäler zu finden. Auf den Bergen stocken Hainsimsen-Buchenwälder auf den Buntsandsteinkuppen sowie Perlgras-Buchenwäler in den Mulden und Hainsimsen-Buchenwälder auf den Gipsrippen der Gipsböden.
Auf der Kuppe des Lichtensteins befinden sich Reste der Ruine der Burg Lichtenstein, welche als Kulturdenkmal ausgewiesen ist. Am Nordwesthang des Berges befindet sich die 1972 entdeckte Lichtensteinhöhle. Diese ist als Naturdenkmal ausgewiesen.
Im Osten des Lichtensteins befindet sich ein großer Steinbruch mit einem Gipswerk. Der Steinbruch wurde 1952 erschlossen und ist heute vom Naturschutzgebiet umgeben. In dem Steinbruch wurden Fossilien gefunden. Weiter Fossilienfunde gab es in einem weiteren, etwas südöstlich und jenseits der Bundesstraße 241 liegenden Steinbruch an der Hopfenkuhle.

## Erdfallgebiete
Am Rand des südöstlich der Bundesstraße 241 liegenden Steinbruchs befindet sich ein Bereich mit mehreren Erdfällen entlang einer geologischen Störung im Untergrund.
Ein größeres Erdfallgebiet befindet sich im Osten des Naturschutzgebietes zwischen Blossenberg, Langenberg und Heistermannsgrund. Große Teile des Gebietes dienten bis 2003 als Standortübungsplatz für das in Osterode am Harz stationierte Panzergrenadierbataillon 12.
Aufgrund der Nutzung als Standortübungsplatz wird das Gebiet von Grünlandbereichen mit Magerrasen und Gebüschen geprägt. Die Bergkuppen sind bewaldet, in den Erdfällen sind teilweise Schluchtwälder zu finden. Die Grünlandbereiche werden mit Schafen beweidet. Der ehemalige Standortübungsplatz zeichnet sich durch eine hohe Artenvielfalt aus.
Teile des ehemaligen Standortübungsplatzes wurden nach der Entwidmung verkauft und die Anlage von Steinbrüchen genehmigt.